# Kniha Jób
Kniha Jób (hebrejsky ספר איוב‎, sefer Ijov) je knihou Starého zákona a patří mezi knihy mudroslovné (křesťanství) nebo mezi Spisy (židovství). Je psána hebrejsky.

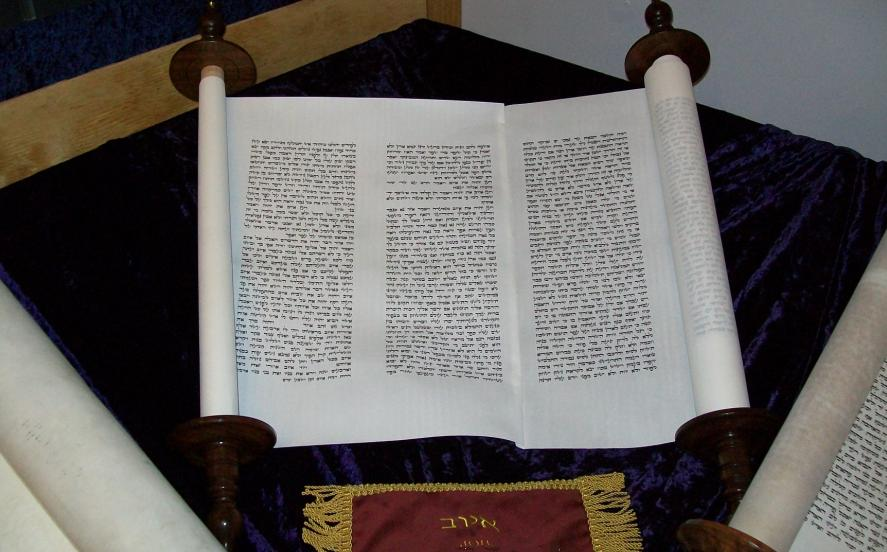

## Datace, autorství
Datovat samotnou knihu je velmi obtížné, protože neobsahuje žádné přesné indicie. Jelikož řeší otázku retribuce a utrpení spravedlivého, předpokládá naprostý monoteismus, cituje a nezná odplatu lidského chování po smrti, datuje se obvykle do doby poexilní, přibližně do let 450–350 př. Kr.
Tyto argumenty však nemusí být jednoznačné. Podobné texty nalezneme i v Mezopotámii v polovině 2. tisíciletí př. Kr. i dříve, tedy v prostředí polyteistickém. Je pravda, že otázka, kterou si kniha Jób klade (teodicea), je typicky monoteistická, avšak může vyvstat i v polyteistickém prostředí, jakmile se objeví přesvědčení, že existuje jeden všemohoucí a dobrý Bůh, který je s to dle své libosti ovlivnit lidský osud.
Ještě v 19. století se lze naopak opakovaně setkat s názorem, že se jedná o nejstarší knihu celého Starého zákona a že jejím autorem je sám Mojžíš.
Snad nejzásadnějšími argumenty pro dataci knihy do 5.–4. stol. př. Kr. proto zůstává jazyk, který autor knihy používá. Jeho hebrejština ovlivněná částečně aramejštinou se předpokládá právě pro tuto dobu.

## Struktura a obsah knihy
Kniha má dvě základní části, které obsahově vykazují nesrovnalosti, zvláště v jejich přechodu v 42. kapitole.[zdroj⁠?!] Závěr (náležející k rámcovému vyprávění) nepočítá s rozhovorem s přáteli a Jóbovými protesty.[zdroj⁠?!] Znamená to, že vnitřní poetická část byla zasazena do již známého staršího příběhu o spravedlivém Jóbovi.[zdroj⁠?!] Existenci tohoto příběhu vykazuje např. v 6. století př. Kr. kniha Ezechiel (14. kapitola).[zdroj⁠?!]
1) Rámcové vyprávění (kap. 1–2 + 42,7–17) – Dějově je příběh zasazen do země Uz do blíže nespecifikované doby. Jedná se o vyprávění o Jóbovi, spravedlivém člověku, který byl Satanem před Bohem nařčen, že je bezúhonný jen proto, že se o něj Bůh stará. Kdyby Bůh od něj svou přízeň odňal, odvrátil by se od Boha. Proto Bůh na Jóba sesílá zkoušky, aby Satanovi ukázal, že člověk (Jób) je schopen sloužit Bohu z čisté lásky a úcty, nejen pro svůj osobní prospěch (antropodicea). Jób přes všechny zkoušky zůstává Bohu věrný a je za to od Boha odměněn několikanásobkem toho, co ztratil, a dlouhým a šťastným životem.
2) Poetická část (3,1–42,6) – tato střední část je vlastní část knihy, která pochází od autora. Na ní také spočívá celá váha výpovědi knihy. Jedná se o rozhovor mezi Jóbem a jeho třemi přáteli. Ti nejprve po sedm dní a nocí pobývají s Jóbem a mlčí, „neboť viděli, že jeho bolest je nesmírná“. Následuje promluva Jóbova. Poté Elífaz a Bildad k Jóbovi mluví třikrát, Sófar jen dvakrát, na každou řeč Jób odpovídá. Je možné, že tato odlišnost posledního cyklu rozhovorů, kde chybí poslední řeč Sófarova a Jóbova odpověď na ni, je záměrem autora a vyjadřuje to, že se rozhovor vyčerpal a přátelé si již nemají co říci. Poté, co Jób celý cyklus rozhovorů zakončí svou vlastní poslední obhajobou, jsou připojena slova Elíhúa, mladého hosta, a nakonec zasahuje do rozhovoru sám Bůh. Na jeho dvě dlouhé řeči odpovídá Jób jen velmi krátce.

## Poselství
Hlavní Jóbovou tezí je, že on, ačkoli je spravedlivý, musí trpět. Tím Jób zpochybňuje klasickou teologii retribuce, zastávanou Jóbovými třemi přáteli. Podle nich Bůh spravedlivého odměňuje, ale bezbožného trestá. Jestliže se Jóbovi daří zle, znamená to, že někde zhřešil. Pointa knihy však spočívá v tom, že Jób opravdu nezhřešil, či přesněji, že sice možná zhřešil, nicméně utrpení, kterým prochází, je neúměrné jeho případné vině. Jób si žádá od Boha vysvětlení své bolesti, kterou vnímá jako nespravedlivou.
Autor knihy na Jóbův nářek odpověď nedává. Jób je sice spravedlivý (v tom jsou jeho tři přátelé v neprávu), ale to neznamená, že by od Boha měl právo vyžadovat něco za odměnu. Bůh je svobodný a nesmírně moudrý a žádná lidská moudrost před ním neobstojí. Pro člověka tak utrpení zůstává tajemstvím a nezbývá mu než Bohu věřit, že ví, proč utrpení dopouští. Hlavním těžištěm Boží odpovědi na Jóbovy výzvy je popis stvoření, jeho moci a nádhery. Bůh odkazuje Jóba na jeho místo; upozorňuje ho, že Jób není středem vesmíru, že se vše netočí kolem něj a že mu svět ani Bůh nic nedluží. Bůh vyzývá Jóba, aby se podíval na svět (Boží stvoření) z jiného úhlu pohledu, nezaujatě a s odstupem.
Na druhé straně však Bůh prohlásil, že na rozdíl od svých přátel Jób mluvil správně. Jób sice neměl pravdu v tom, že by měl právo osočovat Boha a žádat od něj satisfakci za vlastní utrpení, nicméně jeho postoj je mnohem lepší než teoretizování jeho přátel (byť prováděné v dobré víře) o Bohu.
Významné je, že ani jedno ze jmen použitých v textu není židovského původu. Podobně jména používaná pro Boha (JHVH a Elohím výjimečně, obvykle Elóah, Šaddaj či jen Él) posouvají důraz z ryze izraelského prostředí na pole mezinárodní, a tedy „všelidské“.

### Vedlejší postavy v knize Jób
Další zajímavostí knihy Jób je výskyt několika důležitých vedlejších postav a jejich charakteristika. V knize vystupuje velmi často Satan, dále leviatan, behemot a rovněž Abaddón. Satan je ve vztahu k Jóbovi charakterizován jako služebník Boží, vykonavatel Boží vůle. Satan v knize Jób nikdy nejedná proti Bohu (např. Job 2,6–7). Dalšími zajímavými vedlejšími postavami jsou leviatan, samice mořské obludy (Job 41) a behemot, její suchozemský protějšek (Job 40,15). Ačkoli pozdější texty obě obludy charakterizují silně negativně, v knize Jób jsou vykresleny neutrálně či dokonce s jistým obdivem. Leviatanovi je v knize Jób věnováno překvapivé množství prostoru: jeho charakteristika pokrývá celou kapitolu (Job 41). Další zvláštní postavou je Abaddón (např. Job 26,6). Zatímco mladší texty – zejména novozákonní – chápou Abaddóna jako silně negativní postavu, zlého anděla, v knize Jób má opět spíše neutrální charakter a slovo zde znamená propast, říši zkázy nebo obecně smrt (např. Job 31,12). Takové množství vedlejších postav, později chápaných jako postavy negativní či přímo zlé, v žádné jiné starozákonní knize nenajdeme.

## Podobné spisy
Kniha Jób není ojedinělým spisem, který se snaží vyřešit otázku utrpení spravedlivého. Známé (a mnohem starší) jsou např. mezopotámské texty Ludlul Bel Nemeqi (Budu chválit svého Pána), tzv. Babylonská teodicea a další. To z toho důvodu, že otázka utrpení, které podle každodenní zkušenosti člověka nezávisí na jeho morálním chování, což odporuje klasickému náboženskému učení o spravedlnosti Boží, byla palčivá nejen v Izraeli.